# Kemintie
Kemintie ou Yhdystie 8156 est une rue d'Oulu en Finlande.

## Présentation
Sur le côté nord de Tuira, la Kemintie menant du centre-ville d'Oulu au district de Kaijonharju croise la rue Bertel Jung menant de Toppila à la route 20.

## Galerie

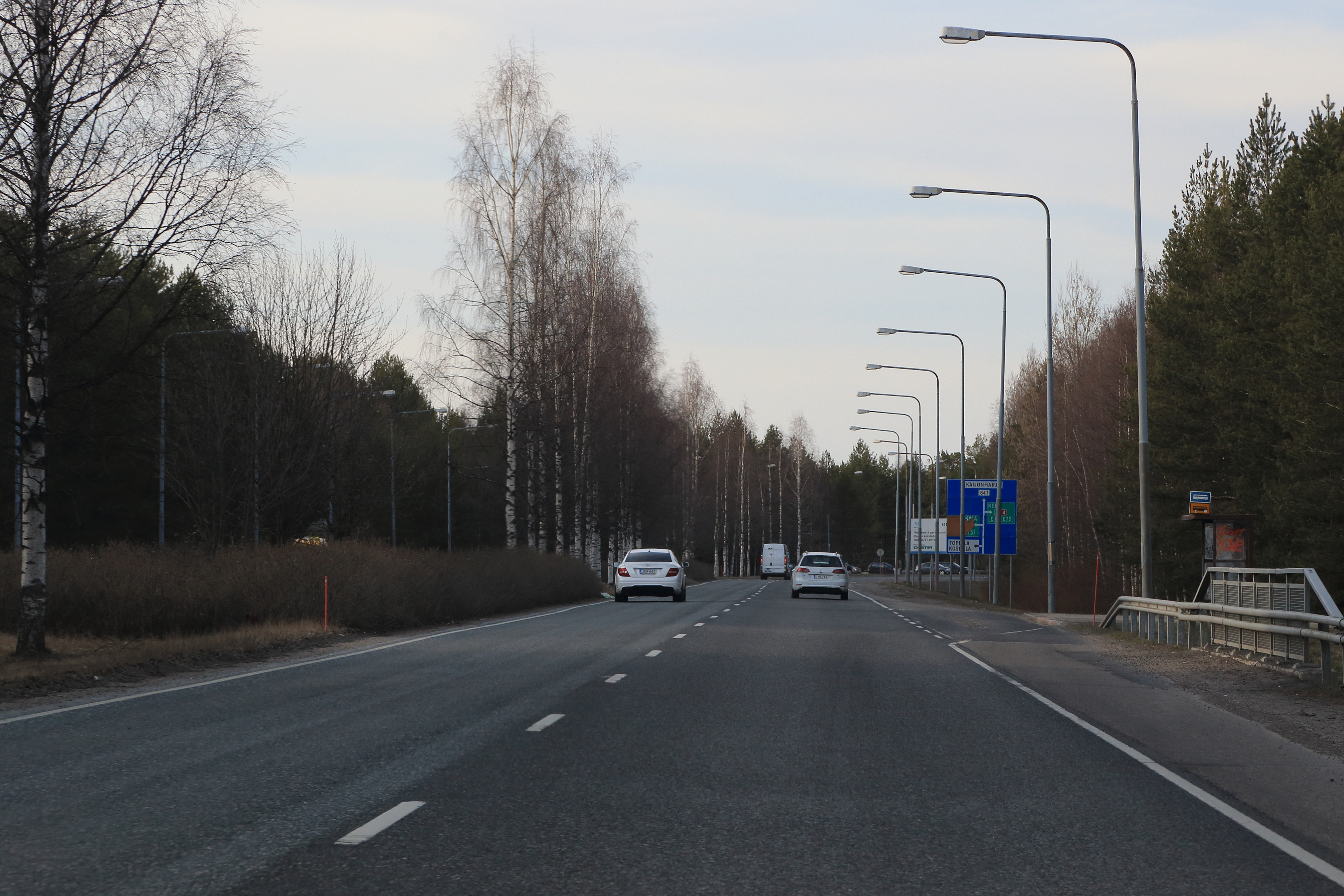
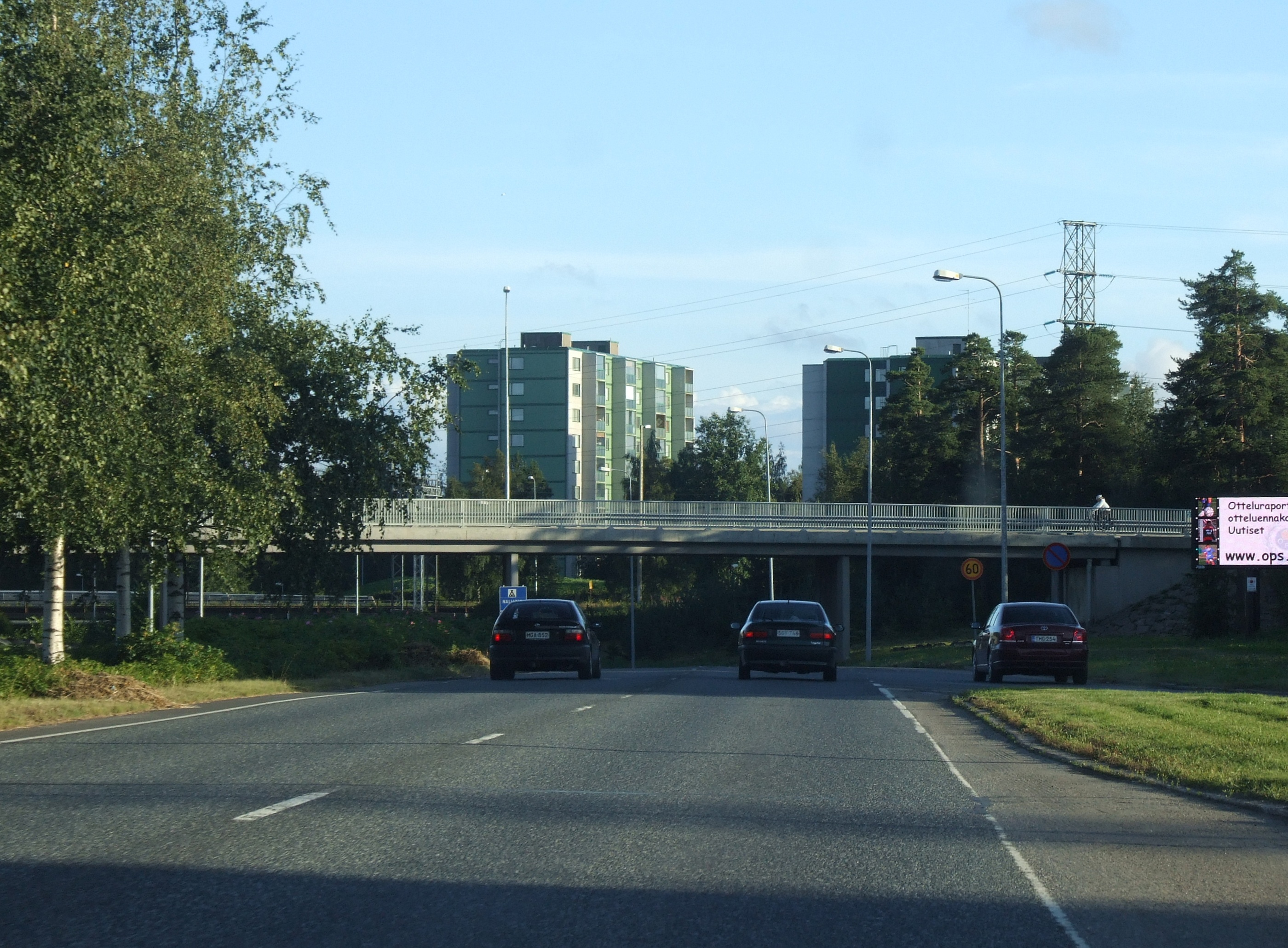